# Manchester Ship Canal

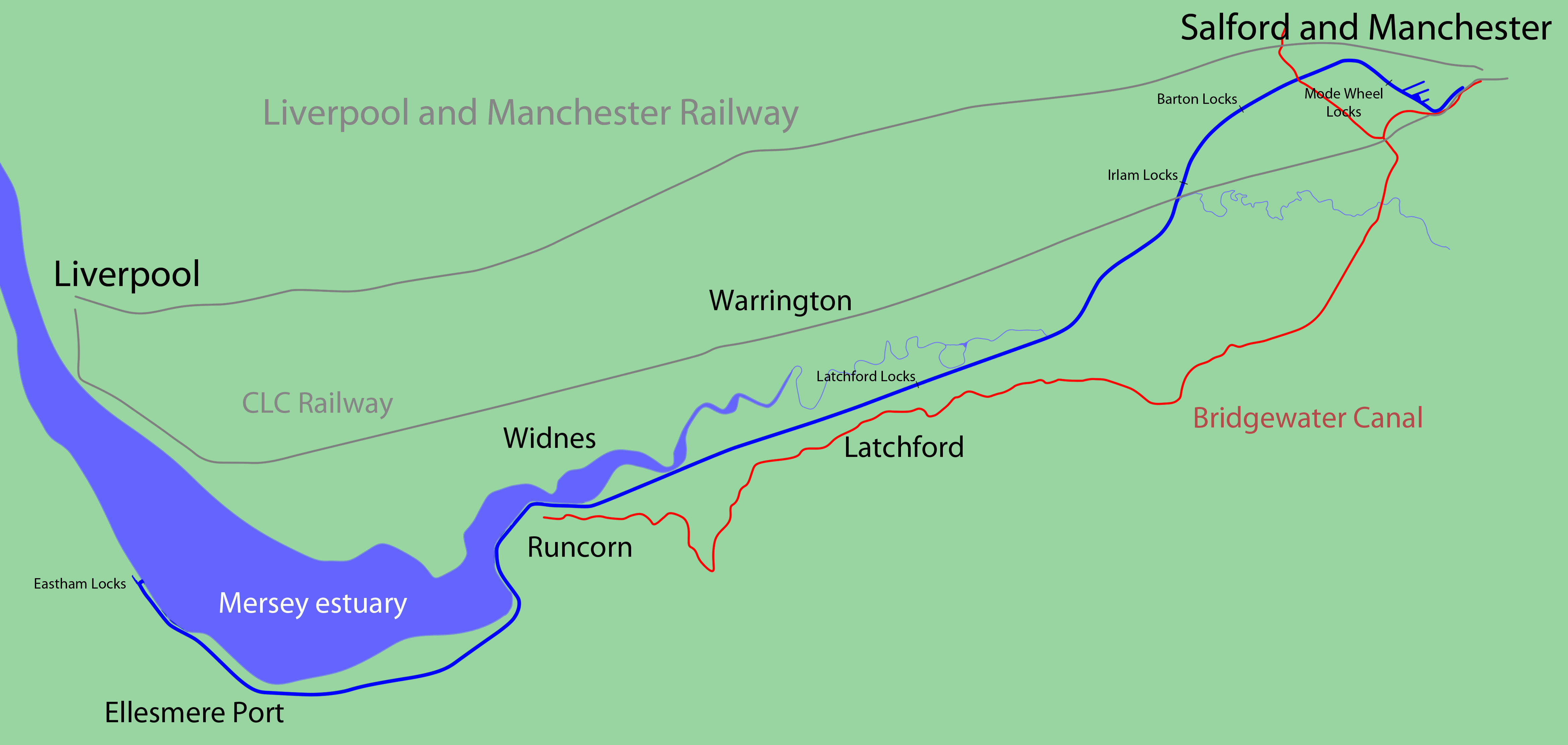
Streckenverlauf des Manchester Ship Canals

Der Manchester Ship Canal ist ein Kanal mit 58 km Länge im Nordwesten von England. Südlich von Liverpool an der Mündung des Mersey in die Irische See beginnend, folgt er dessen Verlauf sowie dem des Irwell bis Manchester. Das auffälligste Bauwerk des Kanals ist der Barton Swing Aqueduct.

## Geschichte

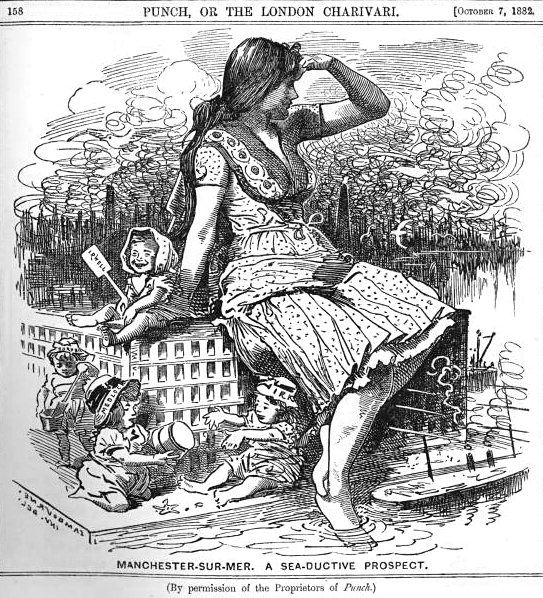
Karikatur zum geplanten Kanal in der satirischen Zeitschrift Punch, 1882, mit einem Wortspiel: Manchester-sur-Mer, a sea-ductive prospect („Manchester-sur-Mer, eine verlockende Aussicht“)

Der Manchester Ship Canal übernahm die Funktion, die seit dem 18. Jahrhundert die Mersey and Irwell Navigation und der Bridgewater-Kanal als Schiffsverbindung von Manchester zur Irischen See erfüllten. Diese beiden Kanäle waren jedoch nur von vergleichsweise kleinen Flussbooten befahrbar. Als in der zweiten Hälfte des 19. Jahrhunderts eine langandauernde Depression zum Niedergang der Industrie Manchesters führte, wurde die Idee entwickelt, Seeschiffen einen direkten Zugang zu der Stadt zu öffnen. Der Kanal sollte Manchester ermöglichen, ein direkter Konkurrent von Liverpool zu werden, das mit hohen Hafengebühren den Warentransport mit kleinen Schiffen von und nach Manchester unattraktiv machte.
Widerstand von Seiten Liverpools ließ den notwendigen Parlamentsbeschluss 1882 und 1884 scheitern, und erst der dritte Entwurf konnte 1885 das Parlament passieren. Erst jetzt konnte die Finanzierung des geplanten Kanals beginnen. Der Parlamentsbeschluss schrieb ein Kapital von 8 Millionen ₤ für die Kanalgesellschaft vor und sah einen Zeitraum von zwei Jahren vor, in dem dieses Geld zu beschaffen war. Die Konkurrenz durch Liverpool und die hohen Kosten schreckten aber Investoren zunächst ab. 1887 wurde schließlich durch einen erneuten Parlamentsbeschluss eine Teilung des Kapitals in Vorzugs- und Stammaktien möglich. Die Barings Bank und die Rothschild Bank konnten innerhalb kurzer Zeit Investoren für die Vorzugsaktien finden. So konnte am 11. November 1887 der erste Spatenstich zum Bau des Kanals erfolgen. Nach vier Jahren war das Kapital von ₤ 8 Millionen verbraucht, der Kanal aber noch nicht fertiggestellt. Die Kanalgesellschaft wandte sich mit dem Ersuchen an den Stadtrat von Manchester, die weitere Finanzierung zu garantieren. Die Stadt übernahm es, das notwendige Geld aufzubringen, und ließ sich im Gegenzug eine Mehrheit in der Führung der Kanalgesellschaft zusichern. 

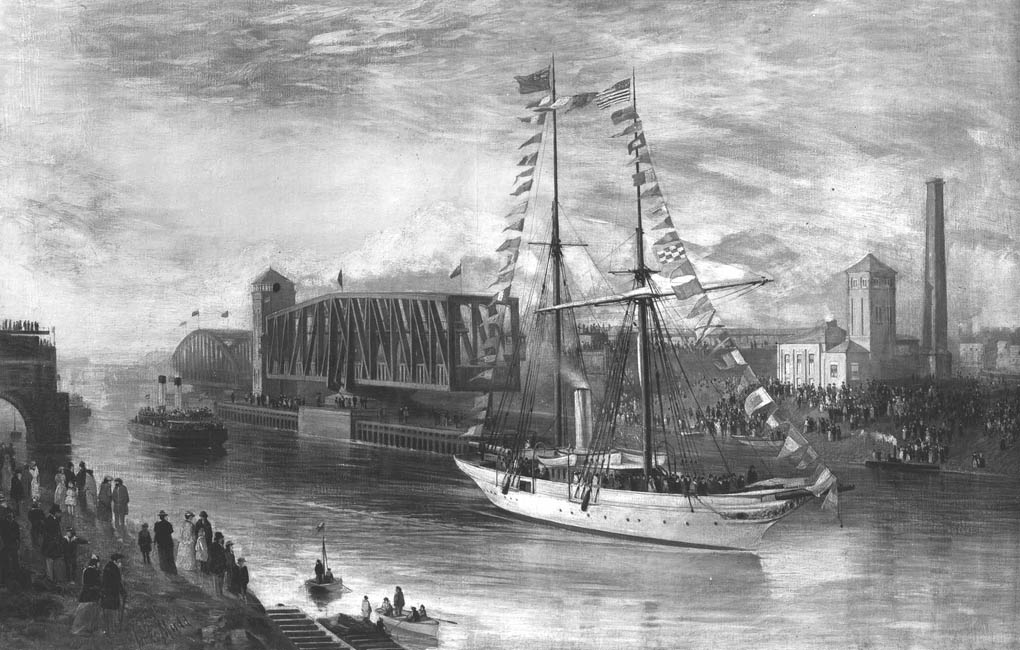
Die Yacht Norseman bei der Eröffnung des Kanals 1894

Edward Leader Williams war der für den Bau verantwortliche Ingenieur, der von ihm entworfene Barton Swing Aqueduct ist als einzige Dreh-Trogbrücke der Welt noch immer ein technisch bedeutendes Bauwerk.
Der Kanal wurde am 7. Dezember 1893 nach sechs Jahren Bauzeit fertiggestellt und am 1. Januar 1894 für den Verkehr freigegeben. Die offizielle Eröffnung durch Königin Victoria erfolgte bei einem Besuch in Manchester am 21. Mai 1894.
Der Kanal war darauf ausgelegt, den zur Bauzeit größten Schiffen die Durchfahrt zu ermöglichen, und machte den Hafen von Manchester zum drittgrößten Seehafen Englands, obwohl die Stadt 64 km vom Meer entfernt liegt. Das größte Güteraufkommen auf dem Kanal wurde 1958 verzeichnet. Seitdem geht der Handelsverkehr darauf stetig zurück, auch weil heutige Seeschiffe oft zu groß für eine Passage sind. Der Eigentümer Peel Ports (Peel Holdings) plant, den Kanal auszubauen, um den Schiffsverkehr wiederzubeleben.

## Streckenführung

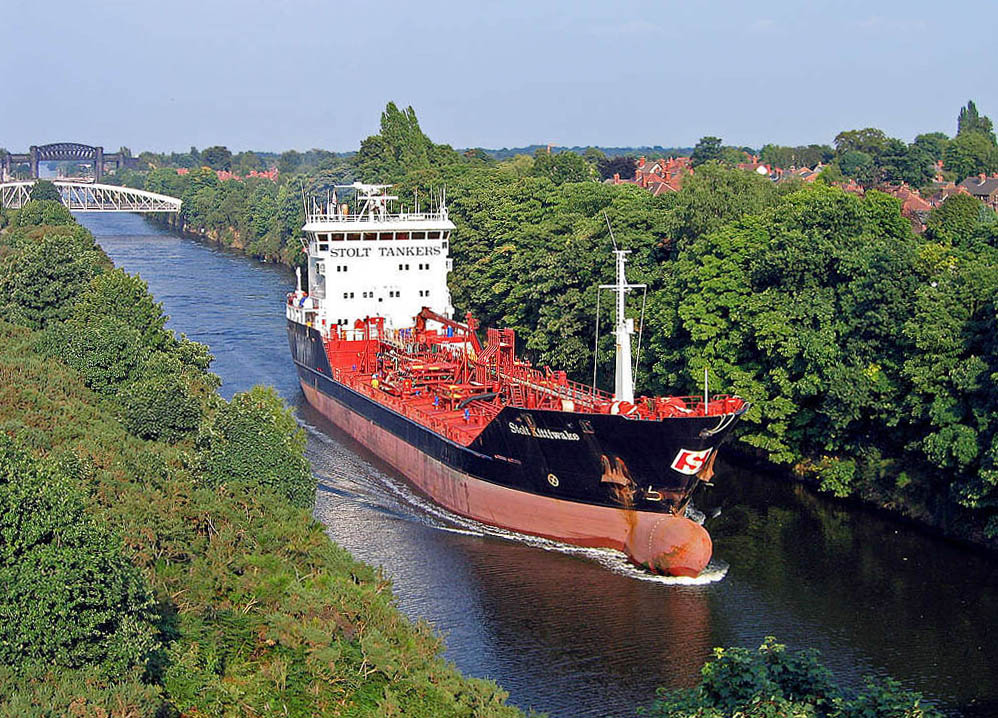
Stolt Kittiwake auf dem Manchester Ship Canal (2005)

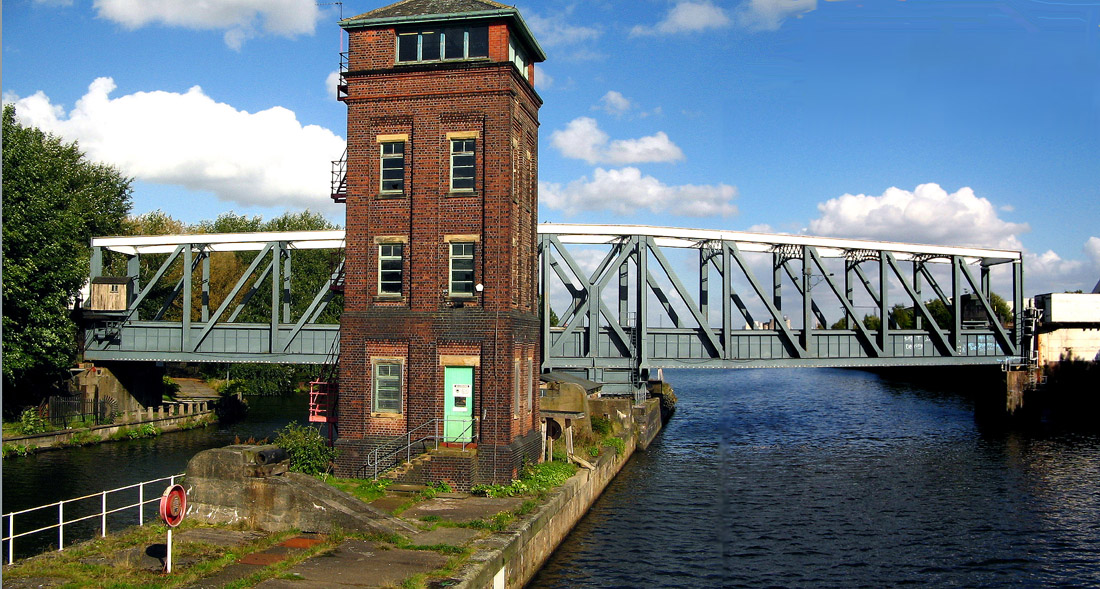
Barton Swing Aqueduct

Der Kanal verläuft von seinem westlichen Ende bei Eastham südlich des Mersey an Ellesmere Port vorbei. Zwischen Rixton, östlich des Thelwall Viaducts der M6, und Irlam folgt er dem Mersey. Am Zusammenfluss von Mersey und Irwell bei Irlam folgt der Kanal dem alten Verlauf des Irwell bis hinein nach Manchester. Mit fünf Schleusen wird eine Höhendifferenz von insgesamt 18 m überwunden.

## Bau
Im Planungs- und frühen Ausführungsstadium wurde von folgenden Kennzahlen ausgegangen:
- Länge: 57 km
- Wasserspiegelbreite: maximal 52 m
- Sohlenbreite: 36,5 m
- Minimalwassertiefe 7,9 m
- Wasserspiegeldifferenz: 18 m
- Schleusen: vier (jeweils maximal 180 m auf 24 m); Material: Grünherzholz
- Schleusen und Kaimauern: ca. 900.000 m³ Beton; 120.000 m³ Ziegelmauerwerk und 150.000 m³ sonstiges Mauerwerk
- Gesamtaushub (Kanal plus Docks): 35 Millionen m³, davon ca. 7 Mill. m³ Fels
- Baumaschinen (Durchstich): ca. 100 Exkavatoren (jeweilige mittlere Tagesleistung: 500 m³ bis 1.400 m³)
- Materialtransport: 173 Lokomotiven, 6.300 Waggons auf 360 km Arbeitsgleisen
- Hilfsmaschinen: 194 Dampfkrane, 209 Dampfpumpen, 182 diverse Dampfmaschinen
  - Energieaufwand: monatlich ca. 10.000 t Kohle
- Einschnittstiefe: 20 m (auf kurze Länge), 16,5 m (auf Länge von 2,4 km)
- Neigung der Böschungen: 1:1 bis 1:2; in den Felsenpartien bis zu 10:1
- Arbeitspersonal (1890): 15.600 Personen

## Sonstige Einrichtungen
Für den Gütertransport zwischen den Lagerhäusern und den Kais betrieb die Kanalgesellschaft die Manchester Ship Canal Railway, die bis zu ihrer Einstellung im April 2009 eine Privatbahn war.
Bis 1993 unterhielt die Kanalgesellschaft die Manchester Ship Canal Police, die entlang der Strecke des Kanals auf einer Breite von 1,5 km auf beiden Seiten des Kanals die Polizeigewalt innehatte.